# Will.i.am Music Group
will.i.am Music Group é uma gravadora de músicas fundada pelo próprio cantor will.i.am, em 1998, do grupo Black Eyed Peas. Outros artistas populares também gravaram discos em parceria dessa gravadora, como Fergie , Sergio Mendes e a dupla LMFAO.

## Artistas
- Macy Gray
- Fergie
- Sérgio Mendes
- LMFAO
- Cheryl Fernandez-Versini
- Natalha Kills
- 2NE1
- Kelis
- Jermain Jackman
- Anja Nissen

## Discografia

### The Black Eyed Peas
- 2003: Elephunk
- 2005: Monkey Business

- 2006: Renegotiations: The Remixes

A The END e The Beginning foram liberados apenas em Interscope.

### will.i.am
- 2003: Must B 21
- 2007: Songs About Girls
- 2013: willpower

### Fergie
- 2006: The Dutchess

### Sérgio Mendes
- 2006: Timeless
- 2008: Encanto

### Marcy Gray
- 2007: Big

### LMFAO
- 2009: Party Rock
- 2010: Sorry for Party Rocking

### Natalia Kills
- 2011: Perfectionist
- 2013: Trouble

### Trilhas Sonoras
- 2008: Madagascar: Escape 2 Africa com Hans Zimmer & will.i.am
- Rio com John Powell & Sérgio Mendes